# 사남루앙

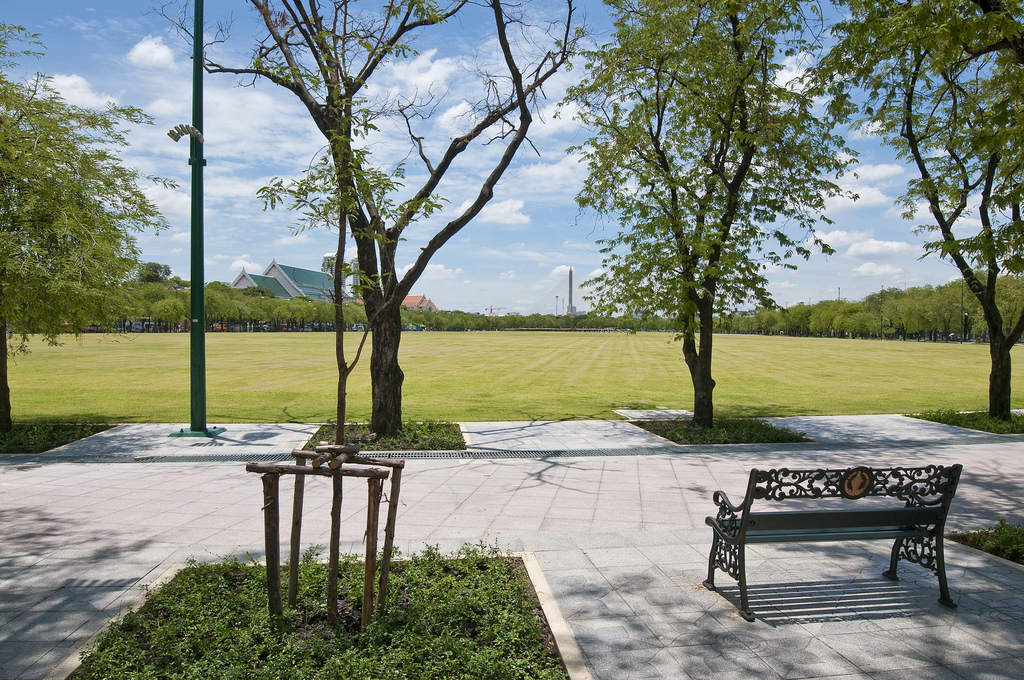
2011년의 사남루앙

사남루앙(태국어: สนามหลวง)은 태국 방콕 프라나컨에 위치한 왓 프라깨오 맞은편에 위치한 광장이다. 과거의 공식 명칭은 왕실 화장터로서의 퉁쁘라멘(태국어: ทุ่งพระเมรุ)였으나, 1855년에 라마 4세가 그것을 통사남루앙(태국어: ท้องสนามหลวง)으로 바꾸었고, 현재는 이를 줄여서 사남루앙이라 부르고 있다.